# Nantong
Nantong (chiń. 南通; pinyin Nántōng) – miasto o statusie prefektury miejskiej we wschodnich Chinach, w prowincji Jiangsu, port przy ujściu Jangcy do Morza Wschodniochińskiego. W 2010 roku liczba mieszkańców miasta wynosiła 669 054. Prefektura miejska w 1999 roku liczyła 7 859 908 mieszkańców. Ośrodek hafciarstwa oraz przemysłu bawełnianego, elektronicznego, spożywczego, chemicznego i maszyn włókienniczych.

## Miasta partnerskie
- Civitavecchia
- Izumi
- Jersey City
- Gimje
- Rimouski
- São José do Rio Preto
- Swansea
- Toyohashi
- Troisdorf